# Монголия на летних Олимпийских играх 2024

## Квалификация
| № п/п | Вид спорта       | Мужчины        | Мужчины                | Женщины        | Женщины                | Всего          | Всего                  |
| № п/п | Вид спорта       | Завоевано квот | Количество спортсменов | Завоевано квот | Количество спортсменов | Завоевано квот | Количество спортсменов |
| ----- | ---------------- | -------------- | ---------------------- | -------------- | ---------------------- | -------------- | ---------------------- |
| 1     | Бокс             |                |                        | 1              | 1                      | 1              | 1                      |
| 2     | Борьба           | 3              | 3                      | 5              | 5                      | 8              | 8                      |
| 3     | Велоспорт        | 2              | 1                      |                |                        | 2              | 1                      |
| 4     | Лёгкая атлетика  |                |                        | 2              | 2                      | 2              | 2                      |
| 5     | Стрельба         | 2              | 2                      | 1              | 1                      | 3              | 3                      |
| 6     | Стрельба из лука | 1              | 1                      |                |                        | 1              | 1                      |
| 7     | Тяжёлая атлетика |                |                        | 1              | 1                      | 1              | 1                      |
|       | ИТОГО            | 8              | 7                      | 10             | 10                     | 18             | 17                     |

## Медали
| Медаль | Спортсмен(ы) | Вид спорта | Дисциплина | Дата |
| ------ | ------------ | ---------- | ---------- | ---- |

| Вид спорта | 1 | 2 | 3 | Всего |

| Медали по датам | Медали по датам | Медали по датам | Медали по датам | Медали по датам | Медали по датам |
| --------------- | --------------- | --------------- | --------------- | --------------- | --------------- |
| Дата            | 1               | 2               | 3               | Всего           |                 |

## Состав команды
Бокс
1. Оюнцетсегийн Есюген[англ.]

 Борьба
Вольная борьба
1. Тумур-Очирын Тулга
2. Бьямбасуренгийн Бат-Эрдэнэ[англ.]
3. Лхагвагэрэл Мунхтур
4. Долгоржавин Отгонжаргал
5. Батхуягийн Хулан
6. Пурэвдорджийн Орхон
7. Энхсаихан Дельгермаа
8. Энх-Амарын Даваанасан

Велоспорт
 Шоссейный велоспорт
1. Квота1

 Лёгкая атлетика
1. Галбадрахын Хишигсайхан[англ.]
2. Баярцогтын Менхзаяа[англ.]

 Стрельба
1. Квота1
2. Квота2
3. Квота1

 Стрельба из лука
1. Квота1

 Тяжёлая атлетика
1. Мунхжанцангийн Анхцэцэг

## Бокс
Монголия завоевала одно место в турнир по боксу на Азиатских играх 2022 года в Ханчжоу, Китай.
| Спортсмен           | Категория        | 1 раунд            | 1/8 финала         | Четвертьфиналы     | Полуфиналы         | Финал              | Финал |
| Спортсмен           | Категория        | Соперник Результат | Соперник Результат | Соперник Результат | Соперник Результат | Соперник Результат | Место |
| ------------------- | ---------------- | ------------------ | ------------------ | ------------------ | ------------------ | ------------------ | ----- |
| Оюнцетсегийн Есюген | Женщины до 50 кг | 0                  |                    |                    |                    |                    |       |

## Борьба
Монголия завоевала два места в женский турнир по вольной борьбе на Чемпионате мира по борьбе 2023 года в Белграде, Сербия; два места в мужской и одно в женский турниры по вольной борьбе на Азиатском квалификационном турнире 2024 года в Бишкеке, Киргизия; одно место в мужской и два в женский турниры по вольной борьбе на Мировом квалификационном турнире 2024 года в Стамбуле, Турция.
Вольная борьба
| Спортсмен                  | Категория         | 1/8 финала         | Четвертьфиналы     | Полуфиналы         | Утеш.поединки      | Финал / За 3 место | Финал / За 3 место |
| Спортсмен                  | Категория         | Соперник Результат | Соперник Результат | Соперник Результат | Соперник Результат | Соперник Результат | Место              |
| -------------------------- | ----------------- | ------------------ | ------------------ | ------------------ | ------------------ | ------------------ | ------------------ |
| Тумур-Очирын Тулга         | Мужчины до 65 кг  |                    |                    |                    |                    |                    |                    |
| Бьямбасуренгийн Бат-Эрдэнэ | Мужчины до 86 кг  |                    |                    |                    |                    |                    |                    |
| Лхагвагэрэл Мунхтур        | Мужчины до 125 кг |                    |                    |                    |                    |                    |                    |
| Долгоржавин Отгонжаргал    | Женщины до 50 кг  |                    |                    |                    |                    |                    |                    |
| Батхуягийн Хулан           | Женщины до 53 кг  |                    |                    |                    |                    |                    |                    |
| Пурэвдорджийн Орхон        | Женщины до 62 кг  |                    |                    |                    |                    |                    |                    |
| Энхсаихан Дельгермаа       | Женщины до 68 кг  |                    |                    |                    |                    |                    |                    |
| Энх-Амарын Даваанасан      | Женщины до 76 кг  |                    |                    |                    |                    |                    |                    |

## Велоспорт

### Шоссейные велогонки
Монголия получил по результатам рейтинга UCI по одному месту в мужской групповой гонке на шоссе и мужской индивидуальной гонке с раздельным стартом. 
Мужчины
| Спортсмен | Дисциплина                 | Время | Место |
| --------- | -------------------------- | ----- | ----- |
|           | Групповая гонка            |       |       |
|           | Гонка с раздельным стартом |       |       |

## Легкая атлетика
Монгольские легкоатлеты выполнили нормативы для участия в Играх 2024 года, пройдя прямую квалификацию или по мировому рейтингу, в следующих соревнованиях (максимум по 3 спортсмена в каждом):
Беговые дисциплины
Женщины
| Спортсмен               | Дисциплина | Забеги    | Забеги | Утеш. забеги | Утеш. забеги | Полуфиналы | Полуфиналы | Финал     | Финал |
| Спортсмен               | Дисциплина | Результат | Место  | Результат    | Место        | Результат  | Место      | Результат | Место |
| ----------------------- | ---------- | --------- | ------ | ------------ | ------------ | ---------- | ---------- | --------- | ----- |
| Галбадрахын Хишигсайхан | Марафон    | —         | —      | —            | —            | —          | —          |           |       |
| Баярцогтын Менхзаяа     | Марафон    | —         | —      | —            | —            | —          | —          |           |       |

## Стрельба
Монголия завоевала три места в различных дисциплинах олимпийского турнира стрелков через различные этапы отбора, включая Чемпионат мира по стрельбе 2023 года и чемпионат Азии по пулевой стрельбе 2024 года, а также автоматически право выставить команду в миксте в пневматической винтовке.
Мужчины
| Спортсмен | Дисциплина                            | Квалификация | Квалификация | Полуфинал | Полуфинал | Финал | Финал |
| Спортсмен | Дисциплина                            | Баллы        | Место        | Баллы     | Место     | Баллы | Место |
| --------- | ------------------------------------- | ------------ | ------------ | --------- | --------- | ----- | ----- |
|           | Винтовка из трёх положений, 50 метров |              |              |           |           |       |       |
|           | Пневматический пистолет, 10 метров    |              |              |           |           |       |       |

Женщины
| Спортсмен | Дисциплина                            | Квалификация | Квалификация | Полуфинал | Полуфинал | Финал | Финал |
| Спортсмен | Дисциплина                            | Баллы        | Место        | Баллы     | Место     | Баллы | Место |
| --------- | ------------------------------------- | ------------ | ------------ | --------- | --------- | ----- | ----- |
|           | Винтовка из трёх положений, 50 метров |              |              |           |           |       |       |

Микст
| Спортсмен | Дисциплина                         | Квалификация | Квалификация | Полуфинал | Полуфинал | Финал | Финал |
| Спортсмен | Дисциплина                         | Баллы        | Место        | Баллы     | Место     | Баллы | Место |
| --------- | ---------------------------------- | ------------ | ------------ | --------- | --------- | ----- | ----- |
|           | Пневматическая винтовка, 10 метров |              |              |           |           |       |       |

## Стрельба из лука
Монголия получила одно место в мужском личном олимпийском турнире лучников по результатам Азиатских игр 2022 года в Ханчжоу, Китай.
| Спортсмен | Дисциплина                        | Предварительный раунд | Предварительный раунд | 1/64          | 1/32          | 1/16          | Четвертьфиналы | Полуфиналы    | Финал / За 3 место | Финал / За 3 место |
| Спортсмен | Дисциплина                        | Результат             | Посев                 | Соперник Счет | Соперник Счет | Соперник Счет | Соперник Счет  | Соперник Счет | Соперник Счет      | Место              |
| --------- | --------------------------------- | --------------------- | --------------------- | ------------- | ------------- | ------------- | -------------- | ------------- | ------------------ | ------------------ |
|           | Мужчины индивидуальное первенство |                       |                       | 0             |               |               |                |               |                    |                    |

## Тяжёлая атлетика
Монголия получила одно место в женских соревнованиях в соответствии с олимпийским рейтингом IWF.
| Спортсмен               | Категория        | Рывок     | Рывок | Толчок    | Толчок | Всего | Место |
| Спортсмен               | Категория        | Результат | Место | Результат | Место  | Всего | Место |
| ----------------------- | ---------------- | --------- | ----- | --------- | ------ | ----- | ----- |
| Мунхжанцангийн Анхцэцэг | Женщины до 81 кг |           |       |           |        |       |       |